# Imperium
Imperium era a palavra latina que designava o conceito romano de autoridade; o termo "império", em português, está diretamente relacionado ao termo. É a personificação, no magistrado, da supremacia do Estado, supremacia que exige a obediência de todo o cidadão ou súbdito, mas está limitada pelos direitos essenciais do cidadão ou pelas garantias individuais concedidas por lex publica ("lei pública"). O imperium compreende o poder de tomar auspícios, mesmo fora de Roma; o poder de levantar tropas e comandá-las; o direito de apresentar propostas aos comícios; a faculdade de deter e punir os cidadãos culpados e a administração da justiça nos assuntos privados.
Os detentores do imperium tinham o poder de executar ordens e, para simbolizá-lo, eram escoltados por lictores com bastões enfeitados com fasces (feixes) de cereais. Esta dignidade só era válida fora da cidade de Roma. As magistraturas romanas se classificam em magistraturas cum imperium e sine imperium. Eram magistraturas cum imperium o consulado, a pretura, a ditadura, o tribunato militar consulari potestate. Sine imperium, as demais. O grau de autoridade variava com o cargo ocupado e era demonstrado pelo número de lictores que constituíam a escolta. Assim, eram devidos:
- Ditador: 24 lictores (a partir de Sula, antes eram 12)
- Cônsul – 12 lictores
- Pretor – 6 lictores
- Edil – 2 lictores

Homens que detivessem nomeações como procônsul ou propretor também detinham imperium. Por vezes, o senado atribuía temporariamente lictores (mas não imperium) a algumas figuras públicas, como forma de homenagem ou para proteção, como no caso das Vestais que poderiam ser protegidas por um lictor.
Dentro do pomerium, a fronteira simbólica da cidade de Roma, os lictores removiam os feixes dos bastões, simbolizando a perda de imperium do seu senhor. Apenas a um ditador era permitida a autoridade dentro da cidade.
Na antiga constituição romana o Imperium era conferido aos reis depois de terem sido eleitos. Desde a época da monarquia até  à época republicana de Cicero, o Imperium parece ter sido conferido através da Lex Curiata.